# Надежда (кораб)
Вижте пояснителната страница за други значения на Надежда.
„Надежда“ е военен кораб, първият и най-големият за времето си в Черноморската флотилия на Военноморския флот на България.
Корабът е построен през 1897 – 1898 година в корабостроителницата „Шантие е Ателие дьо ла Жиронд“ (фр. Chantiers et Ateliers de la Gironde) във френския пристанищен град Бордо. Строителството е по поръчка на българското правителство и княз Фердинанд съгласно българо-френско споразумение от 1897 г. Проектът на кораба е същия като на френския кораб „Казабианка“ (фр. Casabianca) с леки изменения. Спуснат е на вода през септември 1898 г. и е кръстен "Надежда". Въоръжението му е монтирано през 1900 година. По своите характеристики той е авизо-миноносец, но тъй като е най-големият български боен кораб за времето си, е наричан крайцер (кръстосвач). Използвал се е главно като учебен кораб.
През юни 1911 г. на крайцера „Надежда“ започва работа първата българска безжична телеграфна станция (радиостанция), монтирана от фирма „Телефункен“.

## Инциденти
Още при прехода от Бордо до Бургас корабът попада в буря в Йонийско море и получава леки повреди, както и загубва една лодка.
През 1912 година е повреден при засядане при Анхиало, а започналите войни стават пречка за пълноценното му ремонтиране.

## Бунтът на крайцера "Надежда"
През септември 1918 година, когато черноморското пристанище Севастопол е окупирано от Германия, „Надежда“ е изпратена там за отдавна отлагания ремонт под командването на капитан Борис Стателов. Сепаративното Солунско примирие от 29 септември го оставя в неясно положение, но при демобилизацията капитан Стателов освобождава и изпраща в България запасните моряци. Останалите 20-на моряци при затрудненията със снабдяването и без заплатите си бързо се деморализират. Севастопол преминава под британски контрол.
На 15 декември Спас Спасов, по доклада на капитан Стателов, успява „да увещае командата колективно да искат да ги върнат в България“. Първоначално капитанът отказва, разпитва всеки поотделно, говори пред всички строени. В крайна сметка, установявайки, че „под уплахата на Спасов са разложени дисциплинарно“, капитан Стателов се съгласява и отива до британския адмиралски броненосец да урежда връщането им. В негово отсъствие инж. лейтенант Буков слиза на брега. Техническият мичман Бакърджиев събира личното оръжие, дошлият по-късно Спасов се спречква с Бакърджиев („и двамата от Морското училище“) и го убива с револвера си. Британското командване арестува и репатрира целия екипаж. Повечето от участниците в бунта са осъдени в България за бунт и скоро след това са амнистирани. Смъртното наказание за убиеца Спасов е заменено с доживотен затвор (1920), той бяга от затвора, стига до Алжир, където „съдържа аперитив и гостилница“ и забогатява, помилван е през 1939 г.
След изоставянето на кораба в Севастопол той е под контрола на французите, които го предават на руския флот, а след това, заедно с града, е завзет от болшевиките. След установяването на дипломатически отношения между България и Съветския съюз през 1934 година българското правителство прави опити да си върне кораба, но техническото му състояние не позволява той да бъде транспортиран през Черно море. В края на 1930-те години „Надежда“ е окончателно нарязан за рециклиране.
През 1950-те години историк в СССР представя инцидента на „Надежда“ като „революционно въстание“, което е подхванато от пропагандата в България, свързвайки го с войнишкото Владайско въстание и определяйки го като подкрепа за Октомврийската революция. 

## В изкуството
Изопачена трактовка на действителните събития става основа на повестта „Бунтът на крайцера „Надежда“ (1952) от Димитър Добревски и заснетия по негов сценарий филм „Екипажът на „Надежда“ (1956) на Кирил Илинчев.

## Галерия
- Цар Фердинанд на борда на Надежда.
- Крайцерът във Варна.
- Екипажът на кораба.
- Екипажът на кораба.